# مقاطعة مارشال (إلينوي)
مقاطعة مارشال (بالإنجليزية: Marshall County)‏ هي إحدى المقاطعات في ولاية إلينوي في الولايات المتحدة الأمريكية. حسب إحصاءات السكان في الولايات المتحدة لعام 2010، بلغ عدد سكانها 12640 نسمة، بنقصان بلغ 4.1% عن عام 2000، حيث كان عدد سكانها آنذاك 13180 نسمة. 
تبلغ مساحة المقاطعة 398.51 ميل مربع، منها 97.06% يابسة و2.94% مسطحات مائية.